# Madame Jeanette (film)
Madame Jeanette is een Nederlandse film uit 2004 van Paula van der Oest. Hij is gebaseerd op een scenario van Moniek Kramer.

## Verhaal
De film vertelt over de achterstandswijken van Amsterdam, met de problemen van zijn bewoners wat gepaard gaat met humor en geweld. Centraal daarin staat Bibi Mijnheimer alias Madame Jeanette, die als een vraagbaak en probleemoplosser fungeert.

## Rolverdeling
- Cheryl Ashruf - Bibi Mijnheimer
- Mike Libanon - Ted Mijnheimer
- Manoushka Zeegelaar-Breeveld - Joy
- Sophia Wezer - "Zus"
- Jetty Mathurin - Madame Jeanette
- Milan Zeegelaar - Rocky
- Zera Zeegelaar - Charissa
- Edwin Jonker - Roy
- Tamer Avkapan - Hassan
- Jaya Bahadoersing - Shirley
- Erle de Lonooi - Earl